# Esprit doux
L’esprit doux, aussi parfois appelé virgule suscrite, est un signe diacritique de l’alphabet grec utilisé dans l’écriture du grec ancien et du grec moderne polytonique, ainsi que d’autres alphabets comme l’alphabet cyrillique, utilisé dans l’écriture du vieux-slave ou du slavon d’église, ou l’alphabet latin utilisé dans plusieurs systèmes de translittération ou dans l’écriture du kutenai, de plusieurs langues salish comme le comox, le shuswap, le st'at'imcets ou le thompson, ou de plusieurs langues wakashanes comme le haisla, le heiltsuk, le kwak'wala, le nitinaht ou le nuuchahnulth. Il est aussi parfois utilisé dans l’écriture copte sous sa forme archaïque.
En grec ancien, il indique l’absence d’un son /h/ avant une voyelle ou une diphtongue.
Dans la même orthographe, la présence d'un son /h/ est indiquée par un esprit rude.

## Nom
En grec ancien, le signe se nomme ψιλὸν πνεῦμα (psilòn pneûma, littéralement : « souffle simple »), en grec moderne ψιλή (psilí), en latin spīritus lēnis.

## Histoire
Tout comme l'esprit rude, l'esprit doux provient d'une moitié de la lettre Η (êta) ; si l'esprit rude provient de la moitié gauche, l'esprit doux utilise lui la moitié droite.
À l'origine, dans certains dialectes grecs comme le dialecte athénien, le phonème /h/ est transcrit par la lettre êta (Η), usage perpétué dans la lettre latine H. Dans d'autres dialectes, en particulier le dialecte ionien, elle représente la voyelle /ɛː/. Lors de la réforme de -403, le modèle ionien est normalisé (et imposé de fait au reste de la Grèce). La lettre Η se retrouve disponible du fait de la psilose (disparition de l'aspiration) survenue en grec ionien. Cependant, une fois le modèle ionien popularisé, il n'est plus possible de noter le phonème /h/ alors qu'il reste prononcé dans certains dialectes, comme dans l'ionien-attique d'Athènes qui conduit par la suite à la koinè.
L'invention des esprits est traditionnellement attribuée à Aristophane de Byzance, au IIIe siècle av. J.-C., bien qu'il existe des inscriptions antérieures qui les utilisent. Cette partie de Η donne « Ꟶ », caractère ensuite simplifié en « ◌⳱ » puis finalement en « ◌̓ ».
Tout comme l'esprit rude, l'esprit doux n'est plus utilisé dans l'écriture du grec moderne. La langue n'utilise plus le phonème /h/ depuis plusieurs siècles.

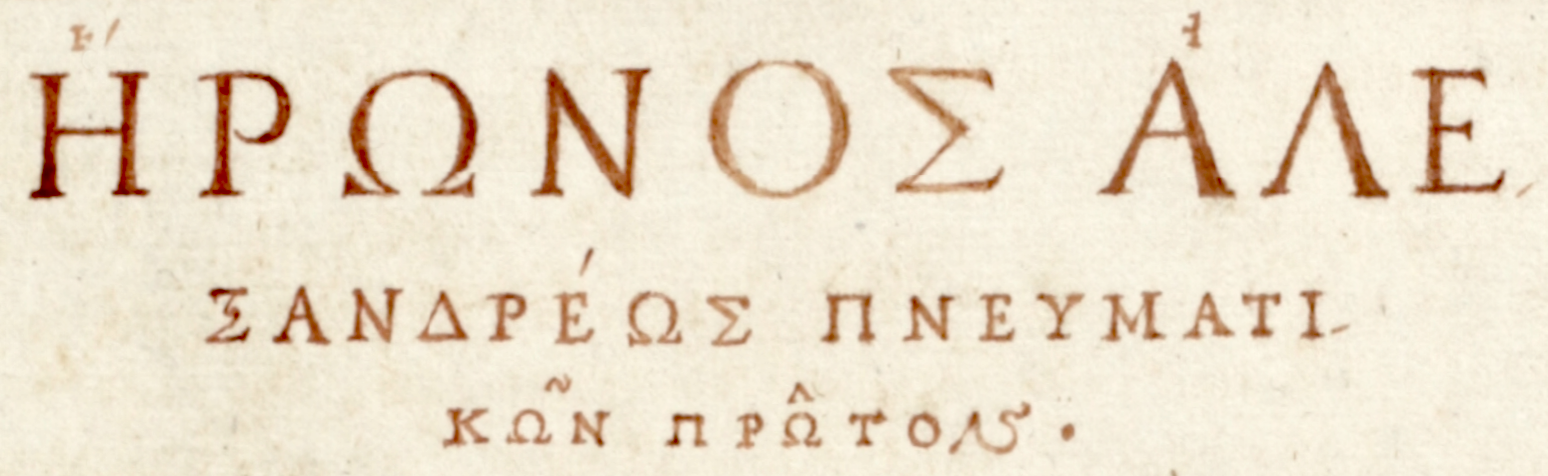
Esprit doux avec une forme archaïque dans Ἀλεξανδρέως.

## Usage en grec

### Début d'un mot
L'esprit doux (᾿) est placé sur la voyelle initiale, sur la seconde voyelle dans le cas d'une diphtongue initiale, ou sur la gauche de la lettre dans le cas d'une majuscule.
Un upsilon ou un rhô au début d'un mot ne prennent jamais un esprit doux, mais toujours un esprit rude. Il est toutefois possible de trouver un esprit doux au-dessus d'un upsilon lorsque celui-ci fait partie d'une diphtongue.

### Intérieur d'un mot
Dans certaines conventions, lorsque deux rhô se suivent dans un mot, un esprit doux est placé sur le premier et un esprit rude sur le second : πολύῤῥιζος (polýrrhizos, « qui a plusieurs racines »), également écrit πολύρριζος sans cette convention. Il s'agit d'une graphie étymologisante que l'on retrouve sous la forme -rrh- dans des mots français tels que catarrhe (du grec κατὰ/katà « de haut en bas » + ῥέω/rhéô « couler »).

### Corônis
En cas de crase (contraction de deux voyelles en hiatus entre deux mots liés par le sens), la voyelle issue de la fusion des deux voyelles porte un signe de même forme qu'un esprit doux (aux premiers temps, il s'agissait d'une apostrophe), la κορωνίς (korônís, littéralement : « petit crochet »). Puisqu'un esprit ne peut se trouver dans un mot qu'à son initiale, il n’est pas possible de confondre la corônis avec l’esprit : καὶ ἐγώ (kaì egố, « moi aussi ») donne κἀγώ (kagố) après crase.
La crase se limite à un petit nombre d'expressions, comme καλὸς κἀγαθός (kalòs kagathós, « homme de bien »), crase pour καλὸς καὶ ἀγαθός (kalòs kaì agathós, littéralement « beau et bon »).

### Récapitulatif
Le tableau ci-dessous recense les différentes possibilités de combinaison de l'esprit doux avec les autres diacritiques de l'alphabet grec (quand elles existent) :
| Lettre | Esprit doux        | Esprit doux        | Esprit doux        | Esprit doux        | Esprit doux        | Esprit doux        | Esprit doux        | Esprit doux        | Esprit doux        | Esprit doux        | Esprit doux        | Esprit doux        | Esprit doux        | Esprit doux        | Esprit doux        | Esprit doux        |
| Lettre | Sans iota souscrit | Sans iota souscrit | Sans iota souscrit | Sans iota souscrit | Sans iota souscrit | Sans iota souscrit | Sans iota souscrit | Sans iota souscrit | Avec iota souscrit | Avec iota souscrit | Avec iota souscrit | Avec iota souscrit | Avec iota souscrit | Avec iota souscrit | Avec iota souscrit | Avec iota souscrit |
| Lettre | Esprit seul        | Esprit seul        | Accent aigu        | Accent aigu        | Accent grave       | Accent grave       | Accent circonflexe | Accent circonflexe | Esprit seul        | Esprit seul        | Accent aigu        | Accent aigu        | Accent grave       | Accent grave       | Accent circonflexe | Accent circonflexe |
| ------ | ------------------ | ------------------ | ------------------ | ------------------ | ------------------ | ------------------ | ------------------ | ------------------ | ------------------ | ------------------ | ------------------ | ------------------ | ------------------ | ------------------ | ------------------ | ------------------ |
| α      | Ἀ                  | ἀ                  | Ἄ                  | ἄ                  | Ἂ                  | ἂ                  | Ἆ                  | ἆ                  | ᾈ                  | ᾀ                  | ᾌ                  | ᾄ                  | ᾊ                  | ᾂ                  | ᾎ                  | ᾆ                  |
| ε      | Ἐ                  | ἐ                  | Ἔ                  | ἔ                  | Ἒ                  | ἒ                  |                    |                    |                    |                    |                    |                    |                    |                    |                    |                    |
| η      | Ἠ                  | ἠ                  | Ἤ                  | ἤ                  | Ἢ                  | ἢ                  | Ἦ                  | ἦ                  | ᾘ                  | ᾐ                  | ᾜ                  | ᾔ                  | ᾚ                  | ᾒ                  | ᾞ                  | ᾖ                  |
| ι      | Ἰ                  | ἰ                  | Ἴ                  | ἴ                  | Ἲ                  | ἲ                  | Ἶ                  | ἶ                  |                    |                    |                    |                    |                    |                    |                    |                    |
| ο      | Ὀ                  | ὀ                  | Ὄ                  | ὄ                  | Ὂ                  | ὂ                  |                    |                    |                    |                    |                    |                    |                    |                    |                    |                    |
| υ      |                    | ὐ                  |                    | ὔ                  |                    | ὒ                  |                    | ὖ                  |                    |                    |                    |                    |                    |                    |                    |                    |
| ω      | Ὠ                  | ὠ                  | Ὤ                  | ὤ                  | Ὢ                  | ὢ                  | Ὦ                  | ὦ                  | ᾨ                  | ᾠ                  | ᾬ                  | ᾤ                  | ᾪ                  | ᾢ                  | ᾮ                  | ᾦ                  |
| ρ      |                    | ῤ                  |                    |                    |                    |                    |                    |                    |                    |                    |                    |                    |                    |                    |                    |                    |

## Autres usages
En linguistique, certaines transcriptions phonétiques utilisent l’esprit doux ou virgule suscrite pour modifier la valeur de la lettre qui la porte.
La transcription phonétique de l’Atlas linguistique et ethnographique de l'Italie et de la Suisse méridionale utilise la virgule suscrite dans les symboles ‹ c̓ g̓ c̓́ g̓́ › pour transcrire les consonnes notées [tʃʷ], [dʒʷ] [cç] [ɟʝ].